# 満明寺

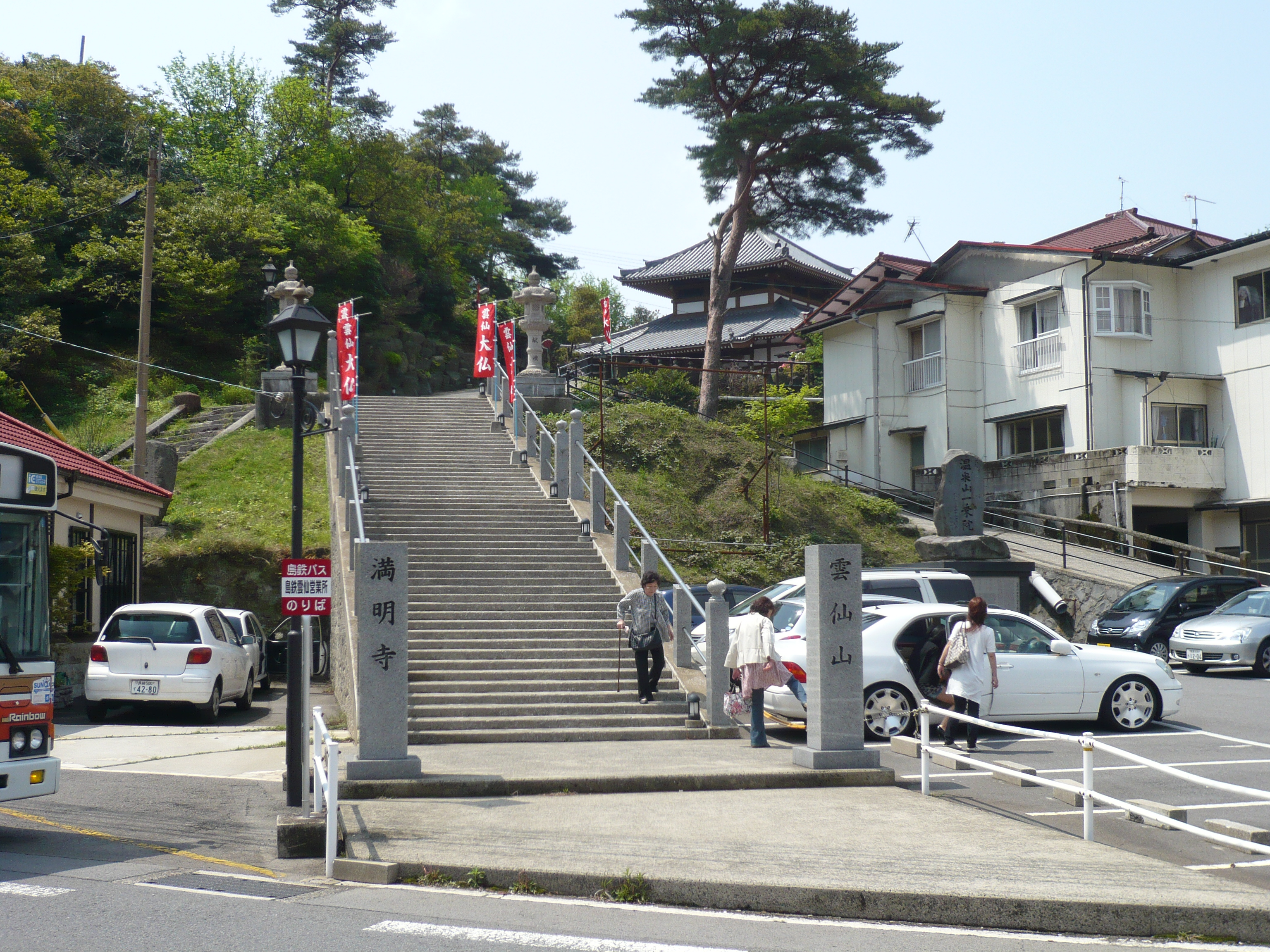
雲仙山満明寺

大乗院満明寺（だいじょういん まんみょうじ）は長崎県雲仙市小浜町雲仙にある仏教寺院（真言宗御室派）である。山号は雲仙山（うんぜんさん）。5メートルの釈迦如来が奉られており誰でも見学できるが、本尊は大日如来が本堂に鎮座。

## 歴史
- 701年（大宝元年） - 行基により開山（伝承）。この時合わせて四面宮を祀った（現在の温泉神社の起源）。[1]
- 778年（宝亀9年） - 焼失、肥前国内より寄付を受け再建。
- 931年（承平元年） - 焼失。仮堂により再建。
- 1115年（永久3年） - 定僧により再興。最盛期には僧坊約1,000余りに達したと伝えられる。
- 1571年（元亀2年）- 僧兵の内紛（白雀の乱）により焼失。その後仮院を再建。
- 1638年（寛永14年） - 島原の乱により焼失。
- 1640年（寛永16年） - 島原藩主高力忠房が復興し、温泉山満明寺一乗院を建立。[2]
- 1680年（元禄6年） - 島原藩主松平忠房が「温泉山一乗院」としての再興を認可し藩の祈願所とする。
- 1693年（元禄6年） - 松平忠房により四面宮とあわせて改築される。その後釈迦堂と護摩堂を建立。
- 1869年（明治2年） - 神仏分離令を受け四面宮を国魂神社とし分離。一乗院は本坊を現在の雲仙市南串山町の末寺歓喜庵に移転し雲仙の境内は飛び地（一乗院釈迦堂）となる。
- 1898年（明治31年） - 火災で釈迦堂と護摩堂を焼失。
- 1976年（昭和51年）1月 - 雲仙の一乗院釈迦堂境内が雲仙山大乗院満明寺の寺号を御室派本山の仁和寺より受ける。
- 1980年（昭和55年） - 雲仙山満明寺が南串山町の温泉山一乗院から正式に独立、法類寺院となる。